# 宮前町 (さいたま市)
宮前町（みやまえちょう）は、埼玉県さいたま市西区の町名。郵便番号は331-0046。本項では、宮前町の前身で現在も残存する大字上内野（かみうちの）および大字西内野（にしうちの）と、その前身である内野村（うちのむら）やその後に成立した上内野村（かみうちのむら）や西内野村（にしうちのむら）についても述べる。 

## 地理
埼玉県さいたま市西区の北東部の大宮台地上に位置する。大宮台地より河川沿いの低地に向かって比較的緩やかに傾斜している。地区の東側で日進町に、南側で三橋および指扇に、西側で西大宮に、北側で清河寺や内野本郷およびその飛地に隣接する。地区内中央では国道17号（新大宮バイパス・上尾道路）と国道16号（新大宮バイパス・西大宮バイパス）が交差する宮前インターチェンジがあるなど交通量は多い。また、南部ではロードサイド店舗が出店している。北西部は住宅がまばらで、農地が広がるのどかな地域である。

### 河川
- 宮前川
- 鴨川

### 地価
住宅地の地価は、2013年（平成25年）7月1日に公表された埼玉県の地価調査によれば、宮前町665番40の地点で11万4000円/m2となっている。

## 歴史
もとは武蔵国足立郡に属する内野村、古くは戦国期頃より見出せる郷村である上足立郡（かみあだちぐん）に属する内野郷であった。近世初期頃に内野村から上内野村・下内野村（現・三橋五丁目・六丁目に相当）・内野本郷村（現・内野本郷）・清河寺村（現・清河寺）に分村したとみられる。

### 上内野村
江戸期は足立郡植田谷領に属する上内野村で古くは内野郷に属していたと云われている。村高は正保年間の『武蔵田園簿』では300石余（田22町余、畑20町余）、『元禄郷帳』では181石余、『天保郷帳』では182石余であった。助郷は中山道大宮宿に出役していたが、正徳・安永年間は日光御成街道大門宿にも出役していた。化政期の戸数は10軒で、村の規模は東西8町、南北6町であった。
- 初めは幕府領、後に一部が正保 - 元禄年間まで知行が旗本大河内氏の時期があった[7]。
- 正保 - 元禄年間に上内野村より内野村（後述）が分村したとみられる[7][8]。なお、検地は1697年（元禄10年）に実施。
- 1828年（文政11年）より大宮宿寄場55か村組合に所属していた[7]。
- 1868年（慶応4年）6月19日 - 武蔵知県事・山田政則（忍藩士）の管轄となる。
- 1869年（明治2年） 
  - 1月13日 - 武蔵知県事・宮原忠英の管轄区域に大宮県を設置。県庁は東京府馬喰町に置かれる。
  - 9月29日 - 県庁が浦和に置かれ浦和県に改称。
- 1871年（明治4年）11月13日 - 第1次府県統合により埼玉県の管轄となる。
- 1879年（明治12年）3月17日 - 郡区町村編制法により成立した北足立郡に属す。郡役所は浦和宿に設置。
- 1889年（明治22年）4月1日 - 町村制施行に伴い、上内野村・西内野村・櫛引村・西谷村・上加村・下加村・大成村が合併し、日進村が発足。日進村の大字上内野となる[7]。
- 1940年（昭和15年）11月3日 - 大宮町・三橋村・日進村・宮原村・大砂土村が合併し、大宮市が発足[9]。大宮市の大字となる。

### 内野村
江戸期は足立郡植田谷領に属する内野村で、古くは内野郷水判土荘に属していたと云われている。村高は『元禄郷帳』では123石余、『天保郷帳』では123石余であった。助郷は中山道大宮宿に出役していたが、正徳・安永年間は日光御成街道大門宿にも出役していた。化政期の戸数は24軒で、村の規模は東西10町、南北6町であった。
- 初めは幕府領、1682年（天和2年）より一部の知行が旗本新見氏、1697年（元禄10年）より残りの幕府領が旗本中山氏および大沢氏の相給となる[6]。なお、検地は1697年（元禄10年）に実施。
- 1828年（文政11年）より大宮宿寄場55か村組合に所属していた[6]。
- 1869年（明治2年）12月2日 - 旗本領が上知され、浦和県の管轄となる（府藩県三治制も参照）。
- 1871年（明治4年）11月13日 - 埼玉県の管轄となる。
- 1879年（明治12年）3月17日 - 郡区町村編制法により成立した北足立郡に属す。それに伴い、郡内に同名の村が所在（現・川口市大字東内野）したことから西を冠称して西内野村に改称[6][10]。
- 1889年（明治22年）4月1日 - 町村制施行に伴い、西内野村・上内野村・櫛引村・西谷村・上加村・下加村・大成村が合併し、日進村が発足。日進村の大字西内野となる[6]。
- 1940年（昭和15年）11月3日 - 大宮町・三橋村・日進村・宮原村・大砂土村が合併し、大宮市が発足[9]。大宮市の大字となる。

### 宮前町の成立以降
- 1959年（昭和34年）10月10日 - 町名地番変更により、大字上内野および大字西内野の各一部から宮前町が成立[11][12]。町名は旧字名から採られた[11]。
- 1966年（昭和41年）3月4日 - 地内に「のはら幼稚園」が開園する[13]。
- 1955年（昭和50年）4月1日 - 地内に大宮市立宮前小学校（現・さいたま市立宮前小学校）が開校する[14]。
- 1959年（昭和54年）4月1日 - 地内に大宮市立宮前中学校（現・さいたま市立宮前中学校）が開校する[14]。
- 2001年（平成13年）5月1日 - 浦和市・大宮市・与野市が合併し、さいたま市が発足。宮前町は同市の町名となり、上内野および西内野は同市の大字となる。
- 2003年（平成15年）4月1日 - さいたま市が政令指定都市に移行し、宮前町は同市西区の町名となる。また、上内野および西内野は同市西区の大字となる。
- 2017年（平成29年）11月18日 - 大宮西部特定土地区画整理事業の換地処分が前日に行われた[15]ことに伴い、事業区域とその周辺で町名地番変更が行われ[16]、三橋六丁目・大字指扇・大字清河寺の各一部が宮前町に編入される[17]。

## 世帯数と人口
2017年（平成29年）9月1日現在の世帯数と人口は以下の通りである。
| 町丁   | 世帯数    | 人口    |
| ------ | --------- | ------- |
| 宮前町 | 1,394世帯 | 3,361人 |

## 小・中学校の学区
市立小・中学校に通う場合、学区（校区）は以下の通りとなる。
| 番地 | 小学校                 | 中学校                 |
| ---- | ---------------------- | ---------------------- |
| 全域 | さいたま市立宮前小学校 | さいたま市立宮前中学校 |

## 交通
地区内を川越線が横断するが駅はない。最寄駅は同線西大宮駅または日進駅である。

### 道路
- 国道17号（新大宮バイパス・上尾道路）
- 国道16号（新大宮バイパス・西大宮バイパス）
- 埼玉県道216号上野さいたま線
- 埼玉県道165号大谷本郷さいたま線

### バス
大宮駅西口方面からの路線バスが運行されている。さいたま市西区コミュニティバスやさいたま市西区指扇地区乗合タクシー「あじさい号」は宮前町方面へ運行されない。
東武バスウエスト上尾営業所
地区内は「宮前団地」、「宮の前」、「宮前小学校入口」停留所が設置されている。

## 寺社
- 曹洞宗興徳寺[22]
- 宮前氷川神社
- 宮前町稲荷神社 - 1881番地に所在
- 稲荷神社 - 486番地に所在
- 八雲神社 - 449番地に所在
- ホーリネス教会

## 施設
- 宮前インターチェンジ
- さいたま市立宮前小学校[22]
- さいたま市立宮前中学校
- のはら幼稚園
- あおぞら西保育園
- 宮前団地
- 自治会館 - 宮前氷川神社の境内地に所在
- 宮前一丁目自治会館 - 稲荷神社の境内地に所在
- 宮前公園
- 前原公園
- 前原南公園

## 史跡など
- 方墳大塚古墳[23] - 県指定史跡
- 里塚古墳 - 宮前一丁目自治会館の隣接地に所在